# 朗代尔
朗代尔（Lawndale）是美国加利福尼亚州洛杉矶县下属的一座城市，位于大洛杉矶地区的南湾地区。在2010年的人口普查中，人口为32,769，而2000年人口普查的人口为31,711。